# Летово (школа-пансион)
Школа «Летово» — частная общеобразовательная школа для учеников 7-11 классов в Новой Москве, поселение Сосенское. Была создана 15 сентября 2015 года. Основателем школы является российский миллиардер Вадим Николаевич Мошкович. Первых учеников школа приняла в 2018 году. По информации школы, является некоммерческим проектом, а также предоставляет стипендии для полной или частичной оплаты обучения, исходя из возможностей конкретной семьи и результатов вступительных экзаменов.
Кампус школы расположен между населенными пунктами Ларево и Сосенки недалеко от деревни Летово.

## История
Идея открытия школы родилась у Вадима Николаевича Мошковича в 2008 году. Отвечая на вопрос о том, с чем связан его интерес к сфере образования, Вадим Мошкович ссылается на собственный школьный опыт. По его словам, именно он многое определил в его жизни: «Необходимость постоянно двигаться вперед, развиваться, узнавать что-то новое воспитала во мне большое уважение к образовательной сфере и понимание того, что образование — базовая жизненная ценность».
Для выбора руководителя школы был проведен многоэтапный всероссийский конкурс, в котором участвовали почти 2000 учителей и директоров со всей России. В результате школу возглавил Михаил Геннадьевич Мокринский, который находился не среди участников, а в жюри конкурса. Ранее он был директором московского лицея № 1535, неоднократно возглавлявшего рейтинг лучших школ Москвы.

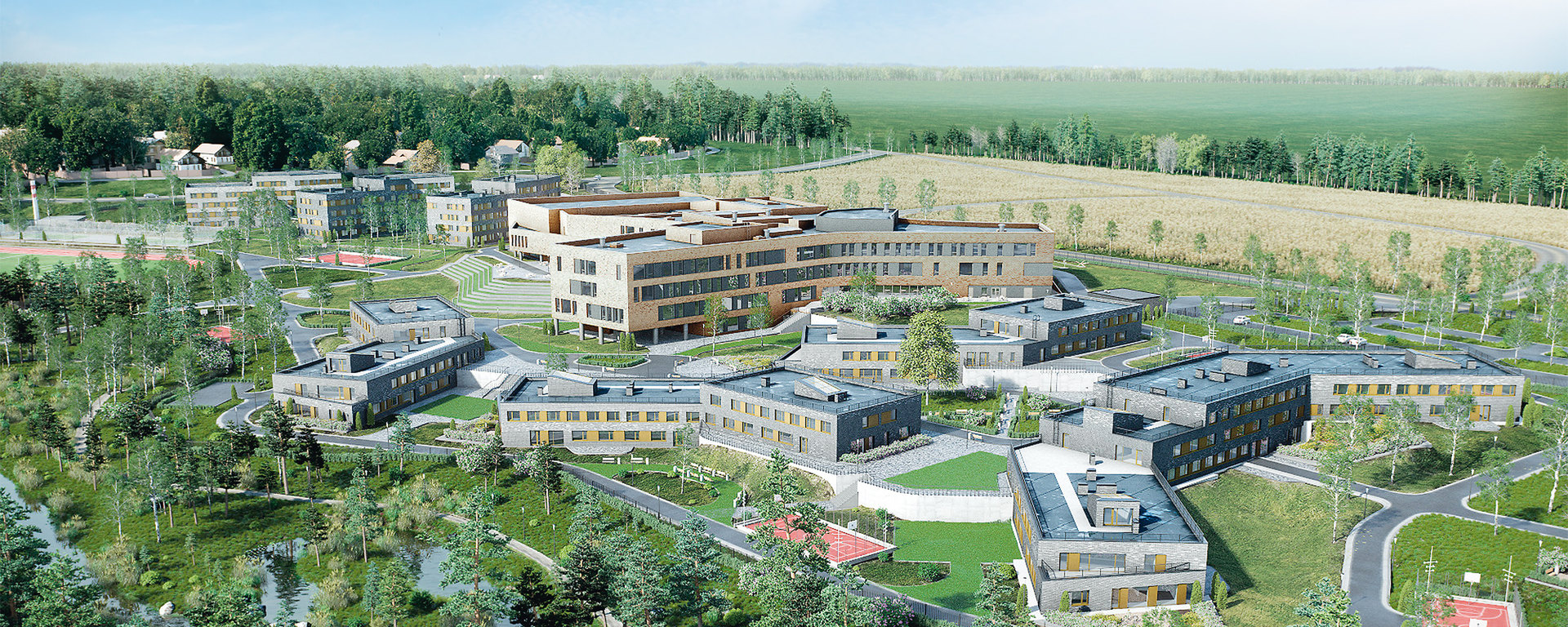
школа «Летово»

## Обучение
Ученики 7-9 классов учатся по стандартам IB Middle Years Programme. Начиная с 8 класса доступен выбор профиля обучения. 
Начиная с 10 класса часть потока параллельно с российским треком учится по программе IB Diploma Programme (международный трек). Для поступления на международный трек нужно пройти отбор из нескольких этапов, включающих в себя экзамены, собеседования.

## Проживание
Школа предоставляет возможность проживания ученикам в пансионах на территории "Летово". 
14% учеников «Летово» уезжает домой после занятий, остальные 86% либо живут в кампусе с понедельника по субботу, либо находятся на полном пансионе и покидают школу только на каникулах.
Пансион состоит из пяти зданий и устроен по британскому образцу. Корпуса разделены на блоки – дома для мальчиков и девочек, для средней и старшей школы. Дома 1, 2, 9, 10 - женские, для средней школы. Дома 5, 6, 7, 8 - мужские, для средней школы. В домах 3 и 4 на данный момент проживают рабочие. Ученики старшей школы проживают в корпусе Е2 ("Хаб"). Дома 12, 15, 16 - женские, дома 13 и 14 - мужские. 